# 伍德蘭 (伊利諾伊州)
伍德蘭（英語：Woodland）是位於美國伊利諾伊州易洛魁縣的一個村落。

## 地理
伍德蘭的座標為40°42′52″N 87°43′52″W / 40.71444°N 87.73111°W，而該地最高點為海拔高度293米（即633英尺）。

## 人口
根據2010年美國人口普查的數據，伍德蘭的面積為1.18平方千米，當中陸地面積為1.18平方千米，而水域面積為0.00平方千米。當地共有人口324人，而人口密度為每平方千米274人。